# ブカレスト国立音楽大学
ブカレスト国立音楽大学（ぶかれすとこくりつおんがくだいがく、英語: National University of Music Bucharest、公用語表記: Universitatea Naţională de Muzică din Bucureşti）は、ルーマニアブカレストに本部を置くルーマニアの音楽大学。1863年創立、1863年大学設置。

## 沿革
当時アレクサンドル・ヨアン・クザが議長を務める国議会の法令により、1863年6月に開学した。

## 学部構成
- 舞台芸術学部
  - 弦楽器科
  - 管楽器・打楽器科
  - 鍵盤楽器科
  - 室内音楽・管弦楽科
  - 声楽・オペラ・舞台演出科
- 作曲学・音楽学・音楽教育学部
  - 作曲学科
  - 音楽学科
  - 楽理学科
  - 指揮法・聖楽科
  - 一般ピアノ科

## 典拠
1. ↑  SHORT HISTORY OF UNMB 2007年2月7日閲覧。